# Wartburg-Sparkasse

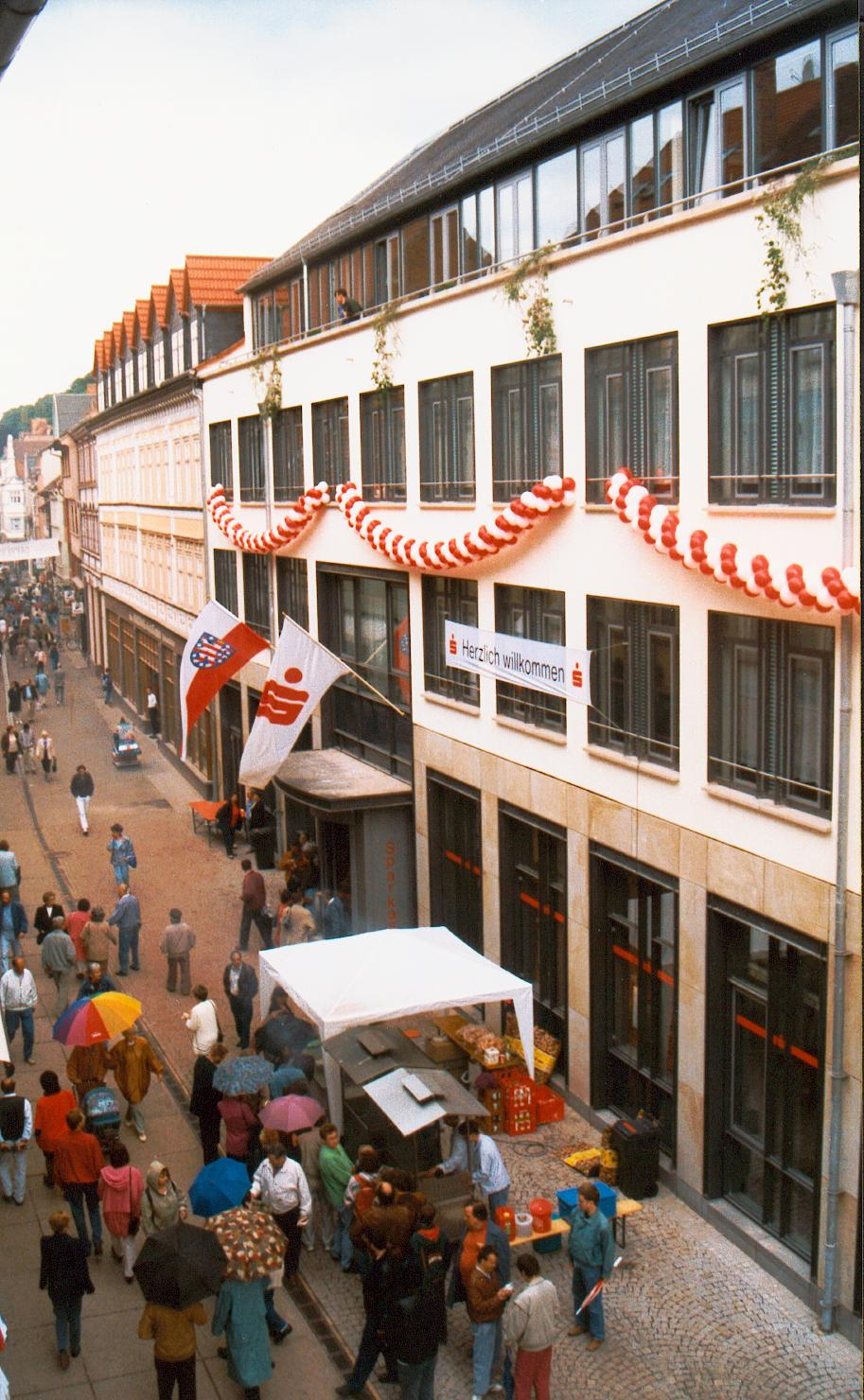
Die Hauptstelle der Wartburg-Sparkasse in Eisenach

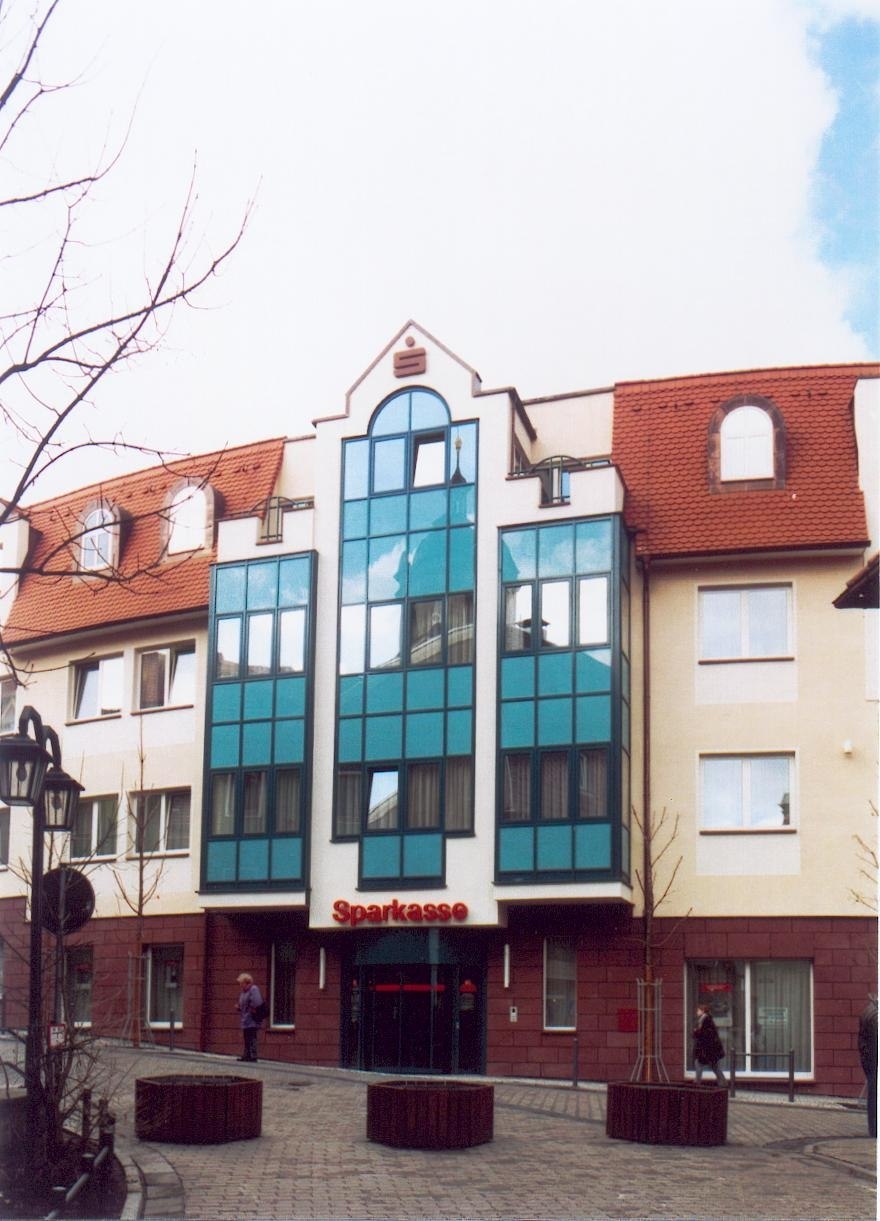
Die Hauptgeschäftsstelle der Wartburg-Sparkasse in Bad Salzungen

Die Wartburg-Sparkasse ist eine Anstalt des öffentlichen Rechts. Ihr Geschäftsgebiet umfasst den Wartburgkreis. Sie hat ihren Sitz in Eisenach und unterhält in Bad Salzungen eine Hauptgeschäftsstelle.

## Organisationsstruktur
Die Wartburg-Sparkasse unterliegt neben den Regelungen des Kreditwesengesetzes auch dem Thüringer Sparkassengesetz (ThürSpkG) und der durch den Verwaltungsrat der Sparkasse erlassenen Satzung. Organe der Sparkasse sind der Vorstand und der Verwaltungsrat.
Im Thüringer Sparkassengesetz und der zugehörigen Sparkassenverordnung sowie der Satzung der Wartburg-Sparkasse ist der öffentliche Auftrag der Sparkasse verankert.  Die Wartburg-Sparkasse ist Mitglied des Sparkassen- und Giroverbandes Hessen-Thüringen und über diesen dem Deutschen Sparkassen- und Giroverband angeschlossen.

## Geschäftszahlen
Die Wartburg-Sparkasse wies im Geschäftsjahr 2023 eine Bilanzsumme von 2,094 Mrd. Euro aus und verfügte über Kundeneinlagen von 1,714 Mrd. Euro. Gemäß der Sparkassenrangliste 2023 liegt sie nach Bilanzsumme auf Rang 229. Sie unterhält 21 Filialen/Selbstbedienungsstandorte und beschäftigt 322 Mitarbeiter.

## Geschäftsausrichtung
Die Wartburg-Sparkasse betreibt als Sparkasse das Universalbankgeschäft und ist Marktführer in ihrem Geschäftsgebiet.
Sie bietet in der Wartburgregion allen Menschen, Unternehmen, Kommunen, Einrichtungen und Vereinen Finanzdienstleistungen aus einer Hand und ist auf Grund ihrer Nähe vor Ort mit den Kommunen ihres Geschäftsgebietes eng verbunden. Mit ihren zahlreichen Standorten im gesamten Geschäftsgebiet zeigt die Wartburg-Sparkasse eine flächendeckende Präsenz. Sie wird dabei von ihren Partnern der Sparkassen-Finanzgruppe aktiv unterstützt.

## Beteiligungen
Die Sparkasse ist Mehrheitsgesellschafterin (70 %) der S-Servicepartner Thüringen GmbH.

## Sparkassen-Finanzgruppe
Die Wartburg-Sparkasse ist Teil der Sparkassen-Finanzgruppe und gehört damit auch ihrem Haftungsverbund an. Er sichert den Bestand der Institute und sorgt dafür, dass sie auch im Fall der Insolvenz einzelner Sparkassen alle Verbindlichkeiten erfüllen können. Die Sparkasse vermittelt Bausparverträge der regionalen Landesbausparkasse, offene Investmentfonds der Deka und Versicherungen der SV SparkassenVersicherung. Im Bereich des Leasing arbeitet die Wartburg-Sparkasse mit der  Deutschen Leasing zusammen. Die Funktion der Sparkassenzentralbank nimmt die Landesbank Hessen-Thüringen wahr.

## Geschichte
Die Entstehung der ersten Sparkassen im Großherzogtum Sachsen-Weimar-Eisenach geht auf eine Initiative der Herzogin Maria Pawlowna zurück.
Sie hatte ursprünglich das Ziel, die finanziellen Möglichkeiten der einfachen Bevölkerung zu verbessern und dem Übel der Wucherei entgegenzuwirken. Die Kreissparkasse Eisenach wurde 1822 gegründet.
Die Sparkasse Wartburgkreis ging im Zuge der Gebietsreform 1995 aus den Kreissparkassen Eisenach und Bad Salzungen hervor.
Seit dem 1. Januar 1998 führt das Institut die Bezeichnung Wartburg-Sparkasse.

## Sparkassen-Museum
Das in der inzwischen geschlossenen Filiale Rennbahn 6 angesiedelte hauseigene Museum vermittelte Sparkassengeschichte in der Wartburgregion von 1822 bis heute in Wechselwirkung mit politischer und ökonomischer Geschichte. Es wurden zahlreiche Schauobjekte unter anderem ein historischer Sparkassentresor, Nachbauten eines Sparkassenschalters aus der Mitte des 19. Jahrhunderts und eines DDR-Schalters gezeigt. Komplettiert wurde die Ausstellung durch zahlreiche Vitrinen, Schautafeln und das nicht öffentliche „Historische Archiv“ mit elektronischem Benutzerplatz. Das Museum war, bis auf wenige Sonderführungen, nicht für die Öffentlichkeit zugänglich. Am früheren Standort befindet sich nach Auszug der Sparkasse seit 2022 eine Außenstelle des Landratsamtes des Wartburgkreises.